# Улица Ваци
Улица Ваци (венг. Váci utca) — главная улица исторического района Бельварош в центре Будапешта. Считается главной торговой улицей города, очень популярна у туристов. Кроме магазинов на улице находится множество кафе и ресторанов. На многих фасадах зданий имеются чугунные украшения и мозаика.
Улица начинается на площади Вёрёшмарти и заканчивается у площади Фёвам (около центрального рынка). Проходит с северо-запада на юго-восток параллельно Дунаю на расстоянии около 200 метров от него. Почти на всём протяжении является пешеходной. Длина улицы составляет 1,2 км.